# Joseph von Hormayr
Joseph von Hormayr (Innsbruck, 1782. január 20. - München, 1848. november 5.) osztrák történész, politikus, tiroli szabadságharcos.

## Élete
Híres tiroli családban született. 1801-től a bécsi külügyminisztériumban dolgozott.
Az 1809-es inszurrekció alatt, amely során a tiroliak leverték magukról a bajor fennhatóságot, amelyet a Napóleon által diktált pozsonyi békeszerződés kényszerített rájuk. Az osztrákok fő szervezője volt, főként ami az irodalmi hátteret illeti. Hazatérve azonban az elismerés hiányában, kiesett az udvar kegyéből, és amikor 1813-ban újabb tiroli inszurrekciót próbált megszervezni, letartóztatták és Munkácson bebörtönözték.

## Művei
- 1802-1803 Kritisch-diplomatische Beiträge zur Geschichte Tirols im Mittelalter I-II. Innsbruck
- 1806-1808 Geschichte der gefürsteten Grafschaft Tirol I-II. Tübingen
- 1807-1820 Österreichischer Plutarch, oder Leben und Bildnisse aller Regenten des österreichischen Kaiserstaates I-XX. Wien
- 1810-1828 Archiv für Geschichte, Statistik, Literatur und Kunst I-XVIII. Wien
- 1811-1848 Taschenbuch für vaterländische Geschichte I-XXXVIII. Wien
- 1817 Das Heer von Innerösterreich im Krieg von 1809. Altenburg
- 1811/1845 I. Geschichte Andreas Hofers. II. Das Land Tirol und der Tiroler Krieg von 1809. Altenburg
- 1817-1819 Allgemeine Geschichte der neuesten Zeit, vom Tode Friedrich des Großen bis zum Pariser Frieden I-III. Wien
- 1823-1824 Wien, seine Geschichte und Denkwürdigkeiten I-V. Wien
- 1832 Kleine historische Schriften und Gedächtnisreden. München
- 1842 Die goldene Chronik von Hohenschwangau. München
- 1845 Lebensbilder aus dem Befreiungskrieg I-III. Jena
- 1845 Das Land Tyrol und der Tyrolerkrieg von 1809. Leipzig
- 1845-1847 Anemonen aus dem Tagebuch eines alten Pilgermannes I-IV. Jena

## Külső hivatkozások
- aeiou.at